# Néon-22
Néon-22 é um isótopo estável (não-radioativo) do elemento químico néon. Possui uma massa atômica de 21,991383, possuindo 10 prótons e 12 nêutrons.